# مريطبة
مريطبة هي هجر ومركز تابع لمحافظة الأحساء في المِنطقة الشرقيَّة في المَملكة العربيَّة السعوديَّة.

## الموقع
تقع مريبطة جنوب-شرق مدينة الهفوف. 

## النقل
يمر شمال المركز  طريق الهفوف - سلوى ويقع التقاطع رقم 7 شرقه. عند  العلامة 200+241

## المرافق
- متوسطة الشيماء بنت الحارث[5]
- مركز صحي تابع لقطاع المبرز[6][7]
- مركز شرطة تابع لمديرية شرطة محافظة الأحساء
- سوق مواشي[8]